# جنگل ملی لس پادرس
جنگل ملی کلاماث (به انگلیسی: Los Padres National Forest) یک جنگل ملی در ایالت کالیفرنیا در آمریکا است.
مساحت این جنگل ۷۸۹۰ کیلومتر مربع است.